# 둔내초등학교 덕성분교
둔내초등학교 덕성분교는 대한민국 강원특별자치도 횡성군 둔내면 화동리에 있었던 공립 초등학교 분교이다.

## 학교 연혁
- 1935년 4월 20일: 둔내공립보통학교 부설 화동간이학교 설립 인가
- 1943년 5월 31일: 화동공립국민학교로 승격
- 2016년 2월 29일: 폐교[1]

## 참고 자료
- 둔내초등학교덕성분교장 - 한국교육학술정보원 학교알리미